# Alexandre Masson de Pezay
Alexandre-Frédéric-Jacques Masson, marquis de Pezay, né le 27 avril 1741 à Versailles et mort le 6 décembre 1777 au château de Pezay, est un militaire, courtisan et homme de lettres français.

## Biographie
Fils du financier d'origine genevoise Jacques Masson, qui avait fait une fortune rapide dans l’administration des finances du duché de Lorraine puis au service de Maurepas, repreneur des Forges de Guérigny en 1720, et beau-père de Pierre Babaud de la Chaussade héritier de tous ses biens, et de Marie Boësnier (sœur de l'économiste Paul Boësnier de l'Orme et veuve de Jean Babaud), seconde femme de Jacques Masson, il fait de bonnes études au collège d'Harcourt, où il est le condisciple de La Harpe et de Dorat, et entre à la deuxième compagnie des mousquetaires le 2 avril 1759, à dix-huit ans. 
Passé cornette au régiment Royal-Étranger, il prend part à la guerre de Sept Ans et y sert en tant qu'aide de camp du prince de Rohan-Soubise. Il est promu capitaine au régiment de Chabot dragons en mars 1763, à vingt-deux ans.
Né avec de l’esprit, ayant de la facilité à se plier à plusieurs objets, Masson partagea d’abord son temps entre la culture de la poésie et les plaisirs du monde avant que, stimulé par sa demi-sœur Angélique-Dorothée Babaud, épouse du marquis de Cassini (ainsi que maîtresse du prince de Condé, puis du comte de Maillebois), il ne donne une direction plus sérieuse à ses travaux et à son ambition.
Grâce à la protection de Maurepas, son parrain, il fut choisi pour enseigner la tactique militaire au Dauphin et gagna à cette préférence les titres de capitaine de dragons et de maréchal général des logis de l’état-major de l’armée. À vingt-neuf ans, en 1770, il est mestre de camp de dragons, équivalent du grade de colonel, et à trente-deux ans chevalier de l'ordre de Saint-Louis.
Lors de son avènement au trône, Louis XVI se souvint de son jeune professeur, entretint avec lui une correspondance confidentielle suivie et le nomma inspecteur général des côtes, avec soixante mille livres d'appointements. Il s'occupa de cette fonction avec beaucoup d'habileté, mais eut l'imprudence de froisser un intendant.
Il est admis membre correspondant de l'Académie royale de marine en 1775.
Influent à la cour et auprès de Louis XVI, il contribua à faire nommer Clugny, puis Necker au contrôle général des finances. Il espéra pour lui-même le ministère de la guerre, mais échoua face à Montbarrey, puis le portefeuille de la Marine.
II était en relations d’amitié avec Voltaire et Rousseau. Dans ses dîners parisiens, il reçoit régulièrement Dorat, Dufort de Cheverny (ami de sa famille maternelle), le marquis de Clermont d'Amboise, Sedaine ou bien Diderot, notamment.

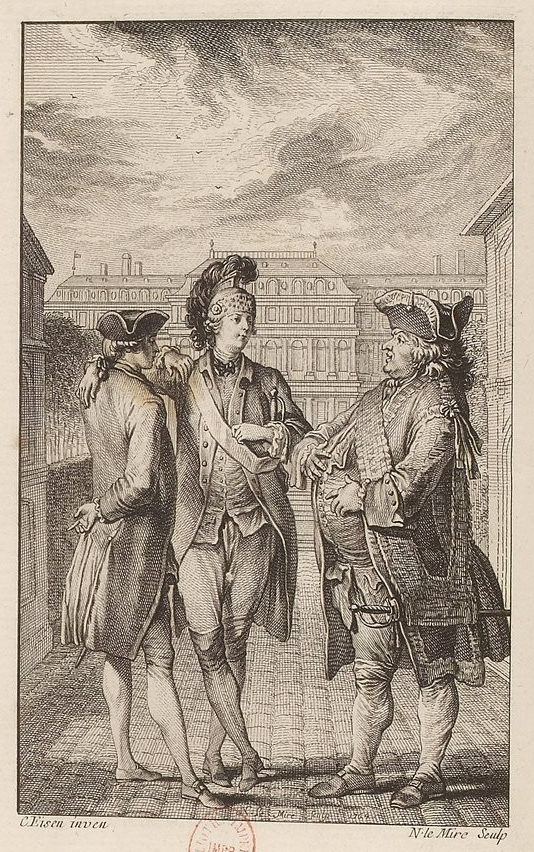
Pezay, en uniforme de dragon au centre, avec Dorat, à gauche[4].
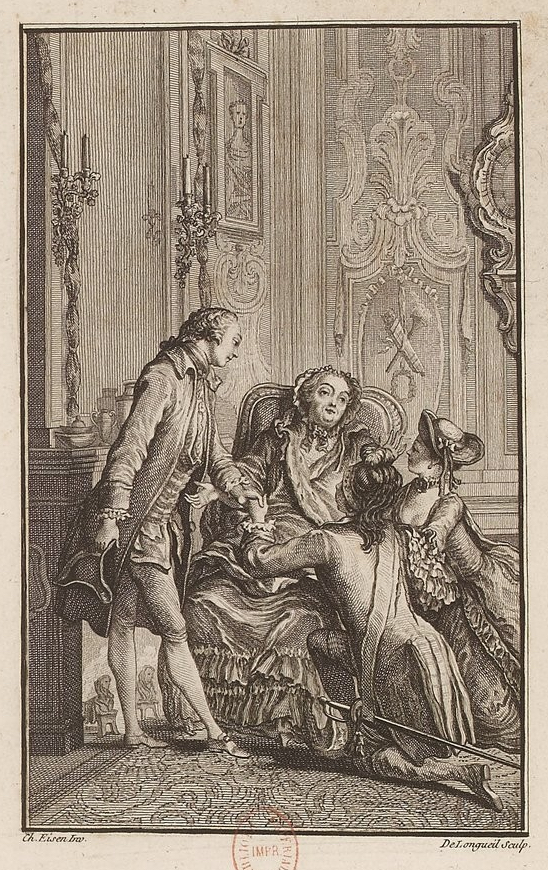
Dorat (debout), Mme Masson mère (assise) est ses enfants (Pezay et marquise de Cassini) à genoux.
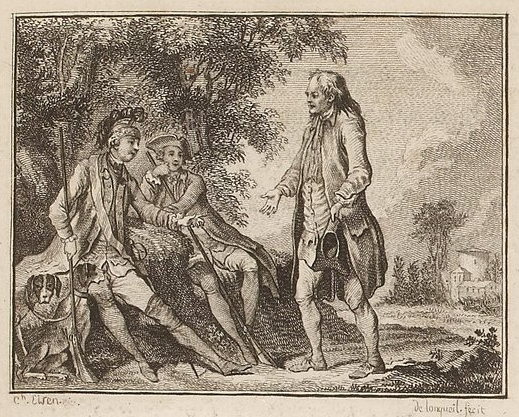
Pezay, en uniforme de dragon, avec Dorat.

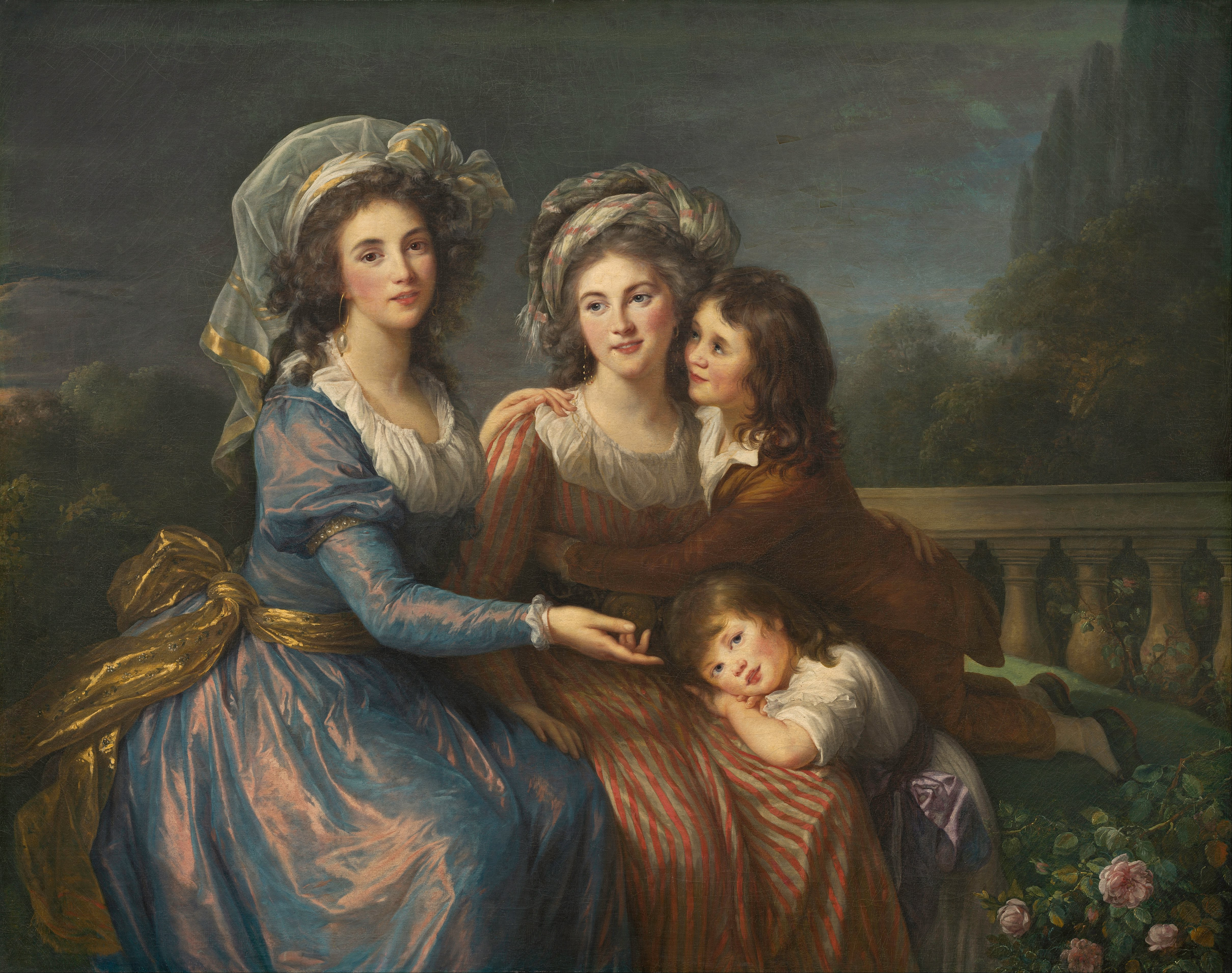
Portrait de la marquise de Pezay, née Caroline de Murat, et de la marquise de Rougé accompagnée de ses deux enfants, Alexis et Adrien (Vigée-Lebrun).

En novembre 1776, dans l'église Saint-Sulpice, il épouse Caroline de Murat, fille de Jean-Baptiste, seigneur de la Plagne, et de Charlotte Locquet de La Pommeraye, et parente de Géraud-Antoine-Hippolyte de Murat. Elle était très belle, d'une très vieille famille d'Auvergne, mais désargentée. Le marquis de Pezay fut également l'amant de la princesse de Montbarrey.
Un excès d’amour-propre finit par tout gâter : il se fit des ennemis puissants et fut exilé dans la terre de Pezay, qu'il avait hérité de sa mère et où il mourut, à trente-six ans, en décembre 1777. « Pezay, dit Grimm, avait infiniment d’esprit, beaucoup de souplesse et de douceur dans le caractère, l’âme très ardente et très active. Il n’avait que le défaut de vouloir réunir sans cesse tous les extrêmes, de se répandre trop au dehors, et de se piquer, pour ainsi dire, de déployer à chaque occasion toutes les parties de son esprit et de son talent. »

## Œuvres
- Zélis au bain, Paris, 1763, 1766, in-8. Ce poème, en quatre chants, est écrit avec assez de naturel, mais d’un ton trop libre ; l’auteur, qui travaillait sans cesse ses ouvrages, le remania, en changea le dénouement et y ajouta deux chants de plus (la Nouvelle Zélis au bain, Genève, 1768, in-8).
- Le Pot-pourri, épître à qui on voudra, Paris, Sébastien Jorry, 1764.
- Lettre d’Alcibiade à Glicère, Paris, Sébastien Jorry, 1764, in-12.
- Lettre d’Ovide à Julie, 1767, in-8.
- Suite des Bagatelles anonymes (de Dorat), Paris, 1767, in-8.
- La Closière ou le Vin nouveau, opéra-comique, Paris, 1770, in-8.
- Éloge de Fénelon, Paris, 1771, in-8.
- Les Soirées helvétiennes, alsaciennes et franc-comtoises, Paris, 1771, in-8; Londres, 1772, 2 vol. in-12.
- Les Tableaux, suivis de l’Histoire de Mlle de Syanne et du comte de Marcy, Paris, 1771, in-8;
- Traduction en prose de Catulle, Tibulle et Gallus, Paris, 1771, 1794, 2 vol. in-8 et in-12.
- La Rosière de Salenci, opéra lyrique, Paris, 1773, in-8. La musique de Grétry fit le succès de cet ouvrage.
- Histoire des campagnes de Maillebois en Italie en 1745 et 1746, Paris, 1775, 3 vol. in-4 et atlas.
- Journal militaire ou relation détaillée des campagnes de M. le maréchal de Maillebois en Italie: précédé et suivi d'un précis historique de cette guerre, 1775.

On a publié un choix de ses Œuvres (Liège, 1791, 2 vol. in-12), précédé d’une notice historique et littéraire. Il a également donné des articles à l’Encyclopédie de Diderot et D’Alembert.

## Sources
- Ferdinand Hoefer, Nouvelle Biographie générale, t. 39, Paris, Firmin-Didot, 1862, p. 790-1.
- André Grétry, "Notice sur Pezay", dans La rosière de Salenci, pastorale en trois actes.
- Jean-Nicolas Dufort de Cheverny, Mémoires sur les règnes de Louis XV et Louis XVI et sur la Révolution, Paris, Plon, Nourrit et Cie, 1886.
- Mémoires de Louis XVIII recueillis et mis en ordre par M. le duc de D****, 1832-1833, (2 t.).
- Mémoires du duc de Lauzun et du comte de Tilly, 1862.
- Saint-Albin Berville, François Barrière, Collection des mémoires relatifs à la révolution française, 1827.
- Pierre-Marie-Michel Lepeintre-Desroches, Suite du Répertoire du Théâtre Français: avec un choix des pièces de plusieurs autres théâtres, vol. 30, 1823.
- Rodolphe Reuss, Le Marquis de Pezay: un touriste parisien en Alsace au XVIIIe siècle, 1876.
- Alexandre Dumas, Histoire de Louis XVI et de Marie-Antoinete, 1852.
- Michaud, Biographie universelle ancienne et moderne ou Histoire, par ordre alphabétique, de la vie publique et privée de tous les hommes qui se sont fait remarquer par leurs écrits, leurs actions, leurs talents, leurs vertus ou leurs crimes: PARM-PF, 1823.
- « Pezay (Alexandre-Frédéric-Jacques Masson, marquis de) », dans Pierre Larousse, Grand dictionnaire universel du XIXe siècle, Paris, Administration du grand dictionnaire universel, 15 vol., 1863-1890 [détail des éditions].
- P. W. Bamford, Privilege and Profit: A Business Family in Eighteenth-Century France. University of Pennsylvania Press, 1988